# Maołfaonküch
Maołfaonküch (pronunciación: ['mɔːwfɔːnkyx], otros nombres: möłfonküh, śüsterpop) es un tipo de revuelto de huevo originario de la ciudad polaca de Wilamowice. Es uno de los pocos platos típicos de la cocina de dicha urbe.
Lo que distingue al maołfaonküch del revuelto de huevo clásico es el hecho de que contiene harina y leche. Es freído con grasa de trozos de carne y se lo sirve con pan y mantequilla.